# Лот, Анри
Анри Жак Рене Лот (фр. Henri Lhote, 1903—1991) — французский публицист, этнограф, исследователь доисторической наскальной живописи, изучавший и запечатлевший фрески Тассили, расположенные в пустыне Сахара. В ходе его экспедиций были сделаны около 800 художественных копий древних изображений разных эпох и народов. Лот является сторонником гипотезы палеоконтакта. Он был учеником известного французского исследователя доисторической наскальной живописи аббата Анри Брейля (фр. Abbé Breuil)

## Детство и юность
К 12 годам Анри Лот остался круглым сиротой. Участвовал в скаутском движении. Подвиги французских лётчиков Первой мировой войны вдохновили его вступить в аэроклуб.

## Экспедиции в Сахару
В 1933 году офицер французской армии Бренан, путешествовавший по вади на плато Тассилин-Адджер в Южном Алжире, обнаружил множество фресок «скотоводческого периода» и позднее рассказал Лоту, с которым они встретились в городе Джанет. Под патронажем Музея Человека Лот организовал экспедицию для поисков следов древнего искусства, в состав которой вошли художники и фотограф. Всего было две экспедиции под руководством Лота, первая организована в 1956 году при поддержке Брейля. После завершения второй один из её участников, фотограф и кинооператор Жан Доминик Лажу, отправился вновь в путешествие по Тассилин-Аджер. Он провел в пустыне около 10 месяцев (1960—1961), посетил уже известные ему ущелья и пещеры и переснял заново многие росписи, а также обследовал другие. В ущелье Озенеаре он открыл новые росписи и до того неизвестные рисунки. В 1962 опубликовал результаты своих работ.
Экспедиции в Сахару описаны Анри Лотом в его книге «В поисках фресок Тассили».

## Древние астронавты
После обширных исследований и открытий множества фресок разных стилей в пустыне Сахара Лот выдвинул гипотезу, суть которой заключается в том, что «гуманоидные рисунки» или, как называл этот стиль автор, — «круглоголовые люди» — изображают пришельцев из космоса. Пресса живо отреагировала на гипотезу Лота и позднее Эрих фон Деникен включил находки Лота в свою теорию посещения Земли внеземными существами в доисторическую эпоху, однако большинством ученых эти рисунки рассматриваются как изображения обычных людей в ритуальных масках и костюмах. Экспедицией была обнаружена одна необычная и гигантская по своим размерам — 6 метров — фреска из серии «круглоголовых», которую Лот назвал «Великим Марсианским Богом».

## Наблюдения и находки
В Ауанрхете экспедицией было обнаружено множество фресок «скотоводческого периода», среди которых было изображение женщины с татуированной грудью и круглой прической. Лот пишет об этой находке в книге «В поисках фресок Тассили»: 
«Мой сотрудник Андре Вила, член второй группы, показал мне в Париже фотографию, где засняты современные лоби. У них такая же татуировка, что и у фигур на наших росписях. Неужели традиции африканских племен не изменились за 60 веков?»
Такая же татуировка была обнаружена Лотом на изображении, названным им «Белой дамой».
В книге Анри Лота «В поисках фресок Тассили» содержится также описание жизни туарегов в Сахаре, описание самой пустыни, некоторые исторические размышления, например, на тему Атлантиды, а также догадки о происхождении и смешении некоторых этнических групп, населявших регионы Северной Африки в разное время. В 1989 году в СССР появился перевод отдельной работы о современных обитателях пустыни «Туареги Ахаггара».

## Научные труды

### Публикации на французском языке
- Aux prises avec le Sahara.— Paris: Les œuvres françaises, 1936.
- Le Sahara, désert mystérieux.— Paris: Editions Bourrelier, 1937; 1949.
- L’extraordinaire aventure des Peuls // Présence Africaine: revue culturelle du monde noir.— Paris.— Oct.-Nov. 1959.— pp. 48-57
- Les Touaregs du Hoggar.— Paris: Payot, 1944; 1955. Paris: Armand Colin, 1984.
- Le Niger en kayak.— Paris: Editions J. Susse, 1946.
- Dans les campements touaregs.— Paris: Les œuvres françaises, 1947.
- La chasse chez les Touaregs.— Paris: Amiot-Dumont, 1951.
- A la découverte des fresques du Tassili.— Paris: Arthaud, 1958, 1973, 1992, 2006.
- L'épopée du Ténéré.— Paris: Gallimard, 1961.
- Les gravures rupestres du Sud-oranais.— Paris: Arts et Métiers graphiques, 1970.
- Les gravures rupestres de l’Oued Djerat.— Algiers: Société nationale d'édition et de diffusion, 1976.
- Vers d’autres Tassilis.— Paris: Arthaud, 1976.
- Chameau et dromadaire en Afrique du Nord et au Sahara. Recherche sur leurs origines.— Alger: ONAPSA, 1987.
- Le Sahara. — Grandvaux, 2003.

### Публикации на русском языке
- Лот А. В поисках фресок Тассили / Анри Лот; Пер. с франц. Н. В. Шилинис; Под ред. и с предисл. Д. А. Ольдерогге; Худож. Н. А. Абакумов. — М.: Издательство восточной литературы, 1962. — 140, [32] с. — (По следам исчезнувших культур Востока). — 25 000 экз. (обл.)
- Лот А. В поисках фресок Тассилин-Аджера / Анри Лот; Пер. с франц. Н. В. Шилинис; Под ред. и с предисл. Д. А. Ольдерогге; Худож. Я. Окунь. — Л.: Искусство. Ленингр. отд-ние, 1973. — 112, [80] с. — 50 000 экз. (в пер., суперобл.)
- Гржимек Б., Гржимек М. Серенгети не должен умереть. Лот А. В поисках фресок Тассили. — М.: Мысль, 1976. — 400 с. — (XX век: Путешествия. Открытия. Исследования). — 150 000 экз.
- Лот А. К другим Тассили: Новые открытия в Сахаре / Анри Лот; Пер. с франц. Г. А. Берсеневой; Послесл. и примеч. И. М. Дьяконова. — Л.: Искусство. Ленингр. отд-ние, 1984. — 216, [32] с. — 50 000 экз. (в пер.)
- Лот А. Туареги Ахаггара / Анри Лот; Пер. с франц. В. А. Никитина; Послесл. Ю. М. Кобищанова и А. Ю. Милитарева; Отв. ред. Ю. М. Кобищанов; Рец.: Л. Е. Куббель. — М.: Наука. Главная редакция восточной литературы, 1989. — 272 с. — (Рассказы о странах Востока). — 30 000 экз. — ISBN 5-02-016591-3. (обл.)